# Notsé
Notsé (deutsch auch: Nuatjä) ist eine Stadt in Togo. Sie befindet sich im Süden des Landes in der Region Plateaux und ist der Hauptort der Präfektur Haho. Die Hauptstadt Lomé liegt etwa 95 Kilometer entfernt im Süden, die Hauptstadt der Region Atakpamé liegt etwa 70 Kilometer im Norden. Mit einer Einwohnerzahl von 35.000 ist Notsé die neuntgrößte Stadt des Landes.

## Geschichte

### Zentrum der Ewe
Notsé wurde bereits um das 15. Jahrhundert von den Ewe als Hauptsitz gegründet und stellt damit eine Phase der Siedlungswanderung dieser Ethnie dar, die aus dem Niltal und den weiteren Stationen Oyo (Nigeria), Ketou (Benin) und Tado (Togo) in diese Gegend gekommen war. Zum Schutz der Siedlung wurde eine Lehmmauer errichtet, die als „Agbogbo“ bekannt ist. Von dem 14,5 Kilometer langen Bauwerk sind einige Überreste stellenweise noch sichtbar. Eine Kandidatur als Mauer von Notsé für das UNESCO-Welterbe war 1987 allerdings nicht erfolgreich.
Im 17. Jahrhundert zog nach einer internen Krise ein Großteil der Ewe weiter nach Westen. Die Zurückgebliebenen bildeten die sechs ursprünglichen Viertel (englisch Districts) der Stadt (Alinou, Agbaladome, Adime Ekli, Tegbe und Kpedome) deren Distriktchefs bis heute Nachfahren dieser Gruppe sind. Bis heute ist Notsé für die Ewe ein mythischer Ort. Die Bedeutung als Zentrum der Ewe-Kultur unterstreicht das jedes Jahr am ersten Donnerstag im September in Notsé gefeierte größte traditionelle Festival der Ewe Agbogbo-Za, zu dem zur Erinnerung an ihre Diaspora auch die Könige und Häuptlinge anwesend sind.
Der Name Notsé ist eine Verformung des Wortes „NOIN“, das im Ewe-Dialekt „wir bleiben hier“ bedeutet – außerdem war dies der Name eines damaligen Anführers. Der deutsche Kolonialname „Nuatjä“ ist eine weitere Verformung dieses Namens.

### Kolonialzeit

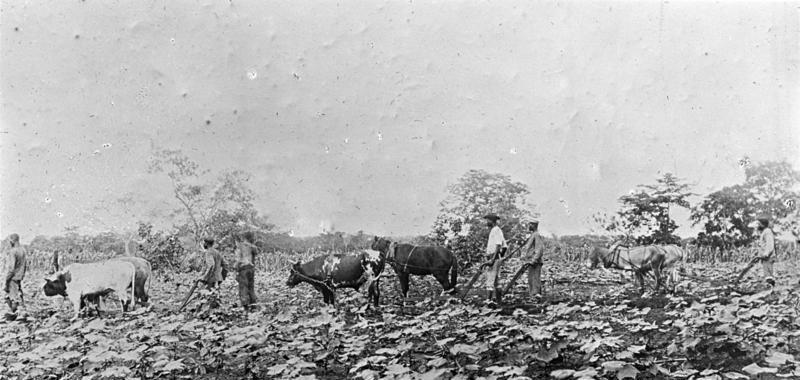
Pflügen eines Baumwollfeldes der Ackerbauschule Nuatjä, deutsche Kolonie Togo.

Zur deutschen Kolonialzeit war Notsé ab 1902 Sitz einer von der Regierung unterhaltenen Baumwollschule zur fachmännischen Pflege neuer Baumwollfelder, die 1903 dem Kolonialwirtschaftlichen Komitee als „Baumwollschule für Eingeborene“ überlassen wurde. 1907 wurde die Schule von der Regierung erneut übernommen und zur allgemeinen Ackerbauschule und 1912 zur Landeskulturanstalt erweitert. Junge Togolesen zwischen 17 und 23 Jahren konnten in Nuatjä dreijährige Ackerbaulehrgänge absolvieren. Entsprechend waren große Versuchsfelder für Anbauversuche mit Getreidearten, Hülsenfrüchten, Futterpflanzen sowie Rindvieh-, Schweine- und Ziegenzuchteinrichtungen angelegt worden. 1911 wurde der Anstalt eine Baumwollstation angegliedert.
Weiterhin war Notsé eine bei Kilometer 97 gelegene Haltestelle der Hinterlandbahn Lomé-Atakpame (auch Baumwollbahn genannt), sowie Post- und Telegraphenstation.

## Notsé heute

### Infrastruktur
In Nord-Süd-Richtung durchquert die Nationalstraße N1 den Ort, weiterhin ist die Stadt Ausgangspunkt der von dort in östliche Richtung verlaufenden Nationalstraße N6. Außerdem besteht eine Eisenbahnanbindung ebenfalls in nordsüdlicher Richtung.

### Wirtschaft
Notsé wird heute als Ananas-Hauptstadt bezeichnet, was auf den umfangreichen Anbau der Frucht in der Gegend hinweist.

### Sport
Die Stadt ist Heimat des Anges FC, der seine Heimspiele im lokalen Stade Municipal austrägt.

## Architektur
Architekt der 1966 in Notsé errichteten Sozialstation ist der Bremer Architekt Horst Rosengart.

## Persönlichkeiten
- Komi Sélom Klassou (* 1960), Politiker und seit 2015 amtierender togoischer Premierminister.
- Henri Eninful (* 1992), Fußballnationalspieler Togos.